# Hodorî, Radomîșl
Hodorî (în ucraineană Ходори) este un sat în comuna Menkivka din raionul Radomîșl, regiunea Jîtomîr, Ucraina.

## Demografie
Componența lingvistică a localității Hodorî
     Ucraineană (100%)
Conform recensământului din 2001, toată populația localității Hodorî era vorbitoare de ucraineană (100%).